# Strukturform
Strukturformen sind durch Tektonik und Vulkanismus entstandene geomorphologische Formen. Anders als Skulpturformen sind sie nicht auf Grund exogener Prozesse, wie z. B. durch Verwitterung, entstanden. Als Strukturformen werden u. a. Faltengebirge oder Vulkane bezeichnet.